# Villers-la-Combe
Villers-la-Combe är en kommun i departementet Doubs i regionen Bourgogne-Franche-Comté i östra Frankrike. Kommunen ligger i kantonen Pierrefontaine-les-Varans som tillhör arrondissementet Pontarlier. År 2022 hade Villers-la-Combe 49 invånare.

## Befolkningsutveckling
Antalet invånare i kommunen Villers-la-Combe
Referens:INSEE